# Her Double Life
Her Double Life er en amerikansk stumfilm fra 1916 af J. Gordon Edwards.

## Medvirkende
- Theda Bara som Mary Doone.
- Franklyn Hanna.
- Stuart Holmes som Lloyd Stanley.